# Ouarzazate (provincie)
Ouarzazate is een provincie in de Marokkaanse regio Souss-Massa-Daraâ.
Ouarzazate telt 499.980 inwoners op een oppervlakte van 91.464 km².

## Grootste plaatsen
| Plaats         | Inwoners (2014) | Inwoners (2014) |
| -------------- | --------------- | --------------- |
| Ouarzazate     | 100.483         |                 |
| Tinghir        | 60.728          |                 |
| Kalaat Mgouna  | 47.351          |                 |
| Boumalne Dades | 18.004          |                 |
| Taznakht       | 6.185           |                 |
| Tabounte       | 21.157          |                 |
| Skoura         | 3.808           |                 |

Ben Slimane · Khouribga · Settat · El Jadida · Safi · Boulmane · Fez · Moulay Yacoub · Sefrou · Kénitra · Sidi Kacem · Casablanca · Médiouna · Mohammedia · Nouaceur · Assa-Zag · Guelmim · Tan-Tan · Tata · Boujdour · Es-Semara · Lâayoune · Al Haouz · Chichaoua · Essaouira · Kelâat Es-Sraghna · Marrakech · Al Ismaïlia · El Hajeb · Errachidia · Ifrane · Khénifra · Meknès · Berkane · Figuig · Jerada · Driouch · Nador · Oujda-Angad · Taourirt · Aousserd · Oued ed Dahab · Khémisset · Rabat · Salé · Skhirat-Témara · Agadir-Ida-Ou-Tanane · Inezgane-Aït Melloul · Chtouka-Aït Baha · Ouarzazate · Taroudant · Tiznit · Zagora · Azilal · Béni-Mellal · Chefchaouen · Fahs-Bni Mkada · Larache · Tanger-Asilah · Tétouan · Al Hoceima · Taounate · Taza